# 1995년 벤쿠버 국제 영화제
제14회 벤쿠버 국제 영화제는 1995년 9월 29일에 열린 시상식이다.

## 수상 및 후보

### 캐나다영화인기상
- 마가렛의 박물관 - Mort Ransen 수상

### 용호상
- Goldfish - Wu Di 수상
- 환상의 빛 - 고레에다 히로카즈 수상

### 국제영화인기상
- 캐링턴 - 크리스토퍼 햄튼 수상

### 로저상
- 고백 - 로버트 르페이지 수상